# Learjet

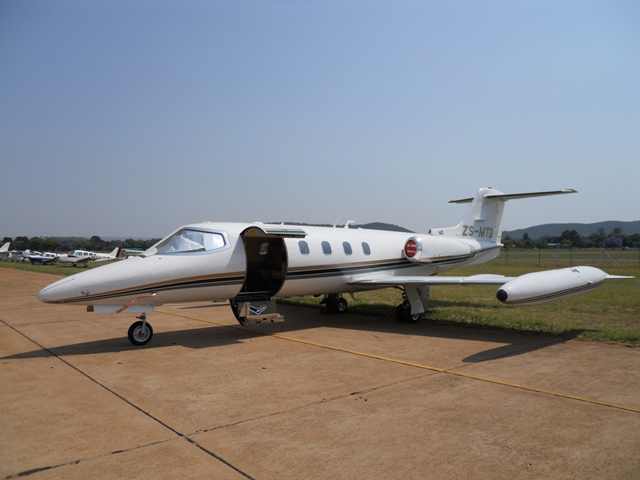
Learjet 25B.

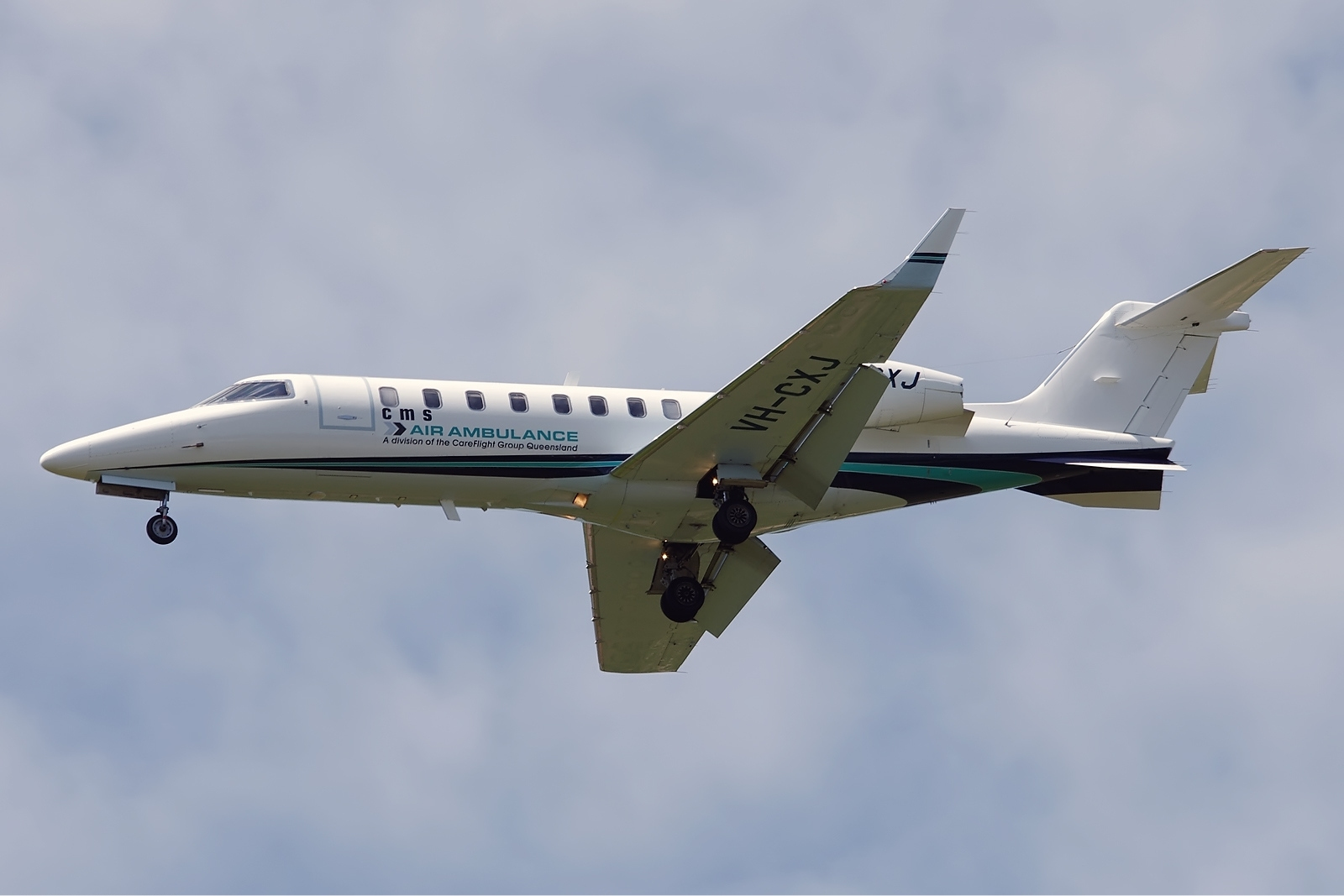
Learjet 45.

Learjet was een Amerikaanse fabrikant van privéjets die sinds 1990 deel uitmaakt van het Canadese concern Bombardier. In 2021 kondigde Bombardier aan de productie te staken en op 28 maart 2022 werd het laatste Learjet vliegtuig afgeleverd.

## Geschiedenis

### Oprichting
Uitvinder William Powell Lear (1902-1978) had fortuin gemaakt met verbeterde radio's en navigatietoestellen voor vliegtuigen. Begin jaren vijftig kocht Lear een Lockheed Lodestar, na een grondige herziening kreeg deze de naam Learstar. De eerste vlucht vond plaats op 10 mei 1954 en het was toen ook het snelste tweemotorige transportvliegtuig in productie.
In 1959 verhuisde hij naar Zwitserland om door te breken op de Europese markt en verkocht met succes zijn automatische vluchtcontrolesystemen. Toen eind jaren 1950 een markt ontstond voor privévliegtuigen wilde hij als eerste een bouwen met straalmotoren. Hij baseerde zijn vliegtuig op de Zwitserse FFA P-16 waarvan hij de geavanceerde vleugels overnam. Over het ontwerp ontstonden hevige meningsverschillen en hij werd gedwongen het bedrijf, Lear Incorporated, te verlaten. Hij richtte vervolgens Swiss American Aviation Corporation op, gevestigd in Zwitserland, om de Learjet verder te ontwikkelen. Twee jaar later hernoemde Lear het bedrijf Lear Jet Corporation en verhuisde naar Wichita (Kansas), pal in het midden van de Verenigde Staten. Daar waren ook Cessna, Beechcraft en een Boeing-fabriek gevestigd, en aldus ervaren arbeiders en banken bekend met de vliegtuigindustrie te vinden. Met 18 miljoen dollar kapitaal en 75 werknemers opende hij in januari 1963 zijn fabriek in de noordwestelijke hoek van de lokale luchthaven, tegenwoordigd gekend als de Wichita Dwight D. Eisenhower National Airport.
Om de concurrentie voor te blijven besloot Lear geen prototype te bouwen, maar zijn vliegtuig meteen in productie te brengen. Op 7 oktober 1963 was het eerste toestel klaar, hoewel het later neerstortte door een fout van de piloot, en vloog het vliegtuig precies zoals Lear wilde en kreeg hij het in een recordtijd van negen maanden gecertifieerd. Op 14 oktober 1964 leverde hij zijn eerste privéjet af, de Learjet 23 en dat vijf jaar voor concurrent Cessna.
Hoewel het orderboekje goed gevuld was ontbrak het Lear Jet aan kapitaal om voort te gaan. Eind 1964 verkocht Lear 38% van zijn bedrijf op de effectenbeurs. Er werden 500.000 aandelen geplaatst tegen US$ 10 per stuk. Mede door Lear Jets zwakke, haastig opgezette dealernetwerk en de overname van een verlieslatende helikopterbouwer leed het bedrijf echter verlies.

### Gates Learjet
Financieel ging het slecht en dus verkocht Lear zijn aandelenbelang van 62% in het bedrijf in april 1967 aan Gates Rubber Company. Hieruit ontstond Gates Learjet waarvan Lear tot 1969 voorzitter bleef. Gates investeerde miljoenen in de vliegtuigen en maakte het in 1969 rendabel door ook de verkoopafdeling goed te organiseren.
In 1971 werd de helikopterafdeling gesloten en werd begonnen met een opleidingscentrum voor vliegers. In 1975 rolde de 500ste Learjet uit de fabriek. Omzet en winst gingen de hoogte in en in 1977 opende een tweede fabriek in Tucson (Arizona). Hier werden de vliegtuigen naartoe gevlogen om geschilderd en afgewerkt te worden en zo de productie op te krikken.

### Overname door Integrated Acquisition
Gates leed zelf verlies en ging in 1987 in op een bod van de financiële groep Integrated Acquisition op Gates Learjet. Een jaar nadien kocht diezelfde groep de overige aandelen op en liet de naam Gates vallen. De onderhoudsafdeling werd verkocht aan AMR, dat tot American Airlines behoorde.
Het bedrijf was in die periode ook een belangrijke militaire onderaannemer geworden, waardoor de productie van privéjets veelal naar Tucson werd verdrongen. Ook de markt van militaire vliegtuigen werd aangeboord en militaire versies werden afgeleid van de privéjets. De Amerikaanse luchtmacht kocht er 80 en Learjet richtte een nieuw bedrijf op om ze te onderhouden.

### In handen van Bombardier
Intussen kwam het nieuwe moederbedrijf in zodanig slechte papieren dat het beschermd moest worden tegen de schuldeisers. Verschillende bedrijven toonden interesse in Learjet, dat in 1990 werd verkocht aan het Canadese Bombardier, dat zelf al privéjets en verkeersvliegtuigen bouwde. Van dan af ging het Learjet weer voor de wind en de productie werd weer geheel naar Wichita verplaatst.
Daar werd na verloop van tijd echter enkel nog de eindassemblage gedaan. De romp werd in Ierland gebouwd en de vleugels werden in Canada gemaakt. Samen met de vertraging bij de introductie van de geheel nieuwe Learjet 45 zorgde dat voor een verslechterd moreel bij het personeel en de leiding.
In 2007 lanceerde het bedrijf opnieuw een nieuw type: de Learjet 85. De economische recessie die het volgende jaar inzette zorgde echter voor een terugval in de verkopen.
In januari 2021 kondigde Bombardier aan de productie van Learjet te staken vanwege dalende verkoopcijfers. Op 28 maart 2022 werd het laatste Learjet vliegtuig afgeleverd. Tot dat moment waren er naar schatting zo'n 3043 Learjets gebouwd waarvan 2145 nog in gebruik.
Bombardier heeft wel nog een servicecenter actief voor de bestaande LearJet-vloot op de productiesite van de Wichita Dwight D. Eisenhower National Airport.

## Modellen
- Learjet 23
- Learjet 28
- Learjet 35
- Learjet 45
- Learjet 70
- Learjet 24
- Learjet 29
- Learjet 36
- Learjet 55
- Learjet 75
- Learjet 25
- Learjet 31
- Learjet 40
- Learjet 60
- Learjet 85